# Карачаевск
Карачаевск (на руски: Карача̀евск) е град в Крачаево-Черкезката република, Русия. Намира се в подножието на Кавказките планини. Река Кубан преминава през града. Населението на града към 1 януари 2018 година е 21 067 души.
Карачаевск е основан през 1929 г. с името Георгиовско, като малко по-късно е преименуван на Микоян-Шахар по името на Анастас Микоян.
В околностите на града има множество средновековни паметници, като руините на Хумар и Шоанския храм от 10 век.